# Banco de Oro, Guerrero
Banco de Oro är en ort i Mexiko.   Den ligger i kommunen Azoyú och delstaten Guerrero, i den sydöstra delen av landet, 300 km söder om huvudstaden Mexico City. Banco de Oro ligger 20 meter över havet och antalet invånare är 187.
Terrängen runt Banco de Oro är platt. Runt Banco de Oro är det glesbefolkat, med 8 invånare per kvadratkilometer. Närmaste större samhälle är Cuajinicuilapa de Santa Maria, 16,9 km öster om Banco de Oro. Omgivningarna runt Banco de Oro är en mosaik av jordbruksmark och naturlig växtlighet.